# Nell Carroll
Nell Carroll, britanska alpska smučarka, * ok. 1904 † ?.
Nastopila je na prvem Svetovnem prvenstvu 1931 v Mürrenu in osvojila naslov svetovne podprvakinje v smuku.